# Lónsfjörður
Lónsfjörður (in lingua islandese: Fiordo della laguna) è una laguna situata nel settore orientale dell'Islanda.

## Descrizione
Lónsfjörður è una laguna situata nella regione dell'Austurland, nei fiordi orientali. È posizionata sulla costa meridionale.
La laguna è situata nella parte nord-orientale della baia di Lónsvík, circa 30 chilometri a nord-est del villaggio portuale di Höfn. È di fatto la porzione terminale a sud-ovest della più ampia laguna di Lón di cui rappresenta lo sbocco a mare.
Lónsfjörður è separata dal mare dal lungo cordone litorale Hvalnesfjara, che presenta un'apertura verso l'oceano solo nella parte meridionale, nei pressi di Þufa, a fianco dell'isolotto di Seleyri, e rappresenta lo sbocco comune verso l'oceano anche per la laguna di Lón.

## Denominazione
Lónsfjörður in lingua islandese significa "fiordo della laguna". In islandese la dizione fjörður è un termine comune per indicare un'apertura nella costa, e viene utilizzato genericamente anche per indicare quello che in italiano è reso con le dizioni fiordo, baia o laguna.

## Vie di comunicazione
La Hringvegur, la grande strada statale ad anello che contorna l'intera Islanda, passa nell'entroterra dell'adiacente laguna di Lón superando con un ponte il fiume Ossurá.